# عمر فروانة
عمر فروانة (7 فبراير 1956 - 15 أكتوبر 2023) هو طبيب نسائية فلسطيني، عمل أستاذًا مساعدًا في كلية الطب البشري التابعة للجامعة الإسلاميَّة في غزة، وكان عميدًا لها.

## سيرته
وُلد عمر صالح عمر فروانة في حي الصبرة بتاريخ 7 فبراير 1956. درس الابتدائيَّة في مدرسة الإمام الشافعي، ثم تابع تعليمه الإعدادي والثانوي في مدرستي الزيتون وفلسطين. التحق بكلية الطب في جامعة القاهرة عام 1974، وتخرج من مرحلة الامتياز عام 1982. تخصص بعدها في علم وظائف الأعضاء (الفيزيولوجيا) من جامعة ليدز في المملكة المتحدة. أكمل بعدها في أستراليا ليتخصص في طب الذكورة والعقم. كان عضوًا في مجلس إدارة جمعية أصدقاء المريض الخيرية في غزة.
كان من ضمن مبعدي مرج الزهور في 17 ديسمبر 1992، حيث عمل مسؤولًا للجنة الطبيَّة في المخيم، وكان يُدير العيادة هناك، وتشير المصادر أنَّ العيادة كانت تعمل «على مدار الساعة لمداواة مرضاهم، نجحت في إجراء عدة عمليات جراحية لعدد من المبعدين، حتى إن عدداً من سكان منطقة مرج الزهور تلقوا العلاج فيها».
يُشار أنَّ والده هو الشاعر الفلسطيني صالح عمر فراونة (1936 - 10 مارس 2013)، وكان قد صدر له ديوانٌ شعريٌ تحت عنوان «مفردات فلسطينية» عام 2004، والجزء الثاني عام 2011.
اغتيل هو وزوجته وأبنائه وأحفاده في 15 أكتوبر 2023 خلال ضربةٍ جوية نفذتها القوات الجوية الإسرائيلية على منزله الكائن في حي تل الهوى جنوب غرب مدينة غزة، وذلك خلال الرد الإسرائيلي على عملية طوفان الأقصى.

## وصلات خارجيَّة
- منشورات بواسطة عمر فروانة على ريسيرش غيت
- السموني، عبد الكريم (26 ديسمبر 2019). "مرج الزهور: عندما عالج مبعدونَ العقم واستخدموا الكديش للإسعاف". ألترا فلسطين. مؤرشف من الأصل في 2023-10-16. اطلع عليه بتاريخ 2023-10-16.